# Rumbleverse
Rumbleverse – gra komputerowa typu brawler battle royale opracowana przez Iron Galaxy i opublikowana przez Epic Games Publishing. Gra została wydana dla systemu Windows za pośrednictwem Epic Games Store, PlayStation 4, PlayStation 5, Xbox One i Xbox Series X/S w sierpniu 2022 roku.

## Rozgrywka
Rumbleverse to gra typu battle royale rozgrywana z perspektywy trzeciej osoby. 40 graczy zostanie wrzuconych do miasta "Grapitalne" gdzie będą musieli walczyć ze sobą, aby zostać ostatnim ocalałym. W przeciwieństwie do podobnych gier na rynku, Rumbleverse koncentruje się na walce wręcz, a gracze nie mają dostępu do żadnej broni palnej. Gracze mają kilka podstawowych ataków, w tym ciosy, kopnięcia i uderzenia łokciem. Podstawowe ataki można blokować, natomiast silniejsze ataki są nie do zablokowania i należy ich unikać. Na początku meczu gracze muszą eksplorować miasto i zbierać łupy ukryte w skrzynkach, które mogą nauczyć graczy specjalnych ruchów i obaleń. Można zdobyć także mikstury zwiększające statystyki gracza, takie jak zdrowie, wytrzymałość i siła. W meczu można użyć maksymalnie 10 mikstur. Broń do walki w zwarciu, taka jakkije baseballowe i krzesła, może zostać podniesiona i użyta jako broń przeciwko innym przeciwnikom. Na każdy budynek w grze można się wspinać, co pozwala graczom szybko poruszać się po mieście lub osiągać strategiczne pozycje. Podobnie jak w innych grach typu Battle Royale, gracze muszą pozostać w kurczącym się kręgu. Gdy gracz znajdzie się poza okręgiem, licznik zacznie odliczać od 10. Gracze zostaną zdyskwalifikowani, gdy licznik osiągnie zera. Iron Galaxy oszacował, że każdy mecz potrwa około 12-15 minut. Rumbleverse wykorzystuje model przepustki bojowej. Wraz z liczbą rozegranych meczów i osiąganiu postępów w grze, gracze otrzymają nagrody w postaci przedmiotów kosmetycznych. Poza przepustką bojową, Rumbleverse oferuje graczom sklep, w którym za pomocą wirtualnej waluty (Brawlla Bills) można kupić przedmioty kosmetyczne.

## Rozwój
Grę opracowało Iron Galaxy. Studio, tworząc Rumbleverse, czerpało z doświadczenia w pracy nad grami sieciowymi rozgrywanymi na żywo, ponieważ brało udział w przenoszeniu Fortnite i The Elder Scrolls Online na konsole. Pomysł na stworzenie profesjonalnej gry wrestlingowej narodził się po raz pierwszy od współdyrektora generalnego Iron Galaxy, Chelsea Blasko w październiku 2017 roku. Gra Rumbleverse pochodzi od wydawcy gry Fortnite, przez co możemy zaobserwować podobieństwo grafiki oraz niektórych funkcji.
Rumbleverse zostało po raz pierwszy ogłoszone podczas The Game Awards 2021 przez Iron Galaxy i Epic Games Publishing. Początkowo planowana do wydania 15 lutego 2022 roku gra została opóźniona, aby zespół programistów mógł dodać więcej treści i naprawić błędy. Rumbleverse ukaże się na PC za pośrednictwem Epic Games Store, PlayStation 4, PlayStation 5, Xbox One oraz Xbox Series X i Series S 11 sierpnia 2022r. Odbyło się kilka sesji testów rozgrywki online.